# Джеймс Артур
Джеймс Артур — британський співак, гітарист та репер з міста Мідлсбро в Англії. Народився 2 березня 1988 року.

## Біографія
Батько Джеймса, Ніл Артур, був простим продавцем mp. Батьки Джеймса розлучилися, коли йому виповнилося два роки, і кожен з них знайшов свою власну сім'ю. І мати, і батько Артура не спілкувалися близько 20 років, але все ж погодилися бути присутніми на його прослуховуванні в The X Factor.
Перша школа, в яку ходив Артур перебувала в RedCar, Північний Йоркшир. Коли йому було дев'ять років, він переїхав зі своєю матір'ю, Ширлі і вітчимом Рональдом в Бахрейн, де навчався у місцевій Британській школі Бахрейну протягом чотирьох років. Коли вітчим і мати Артура розлучилися, йому було чотирнадцять років. Їм довелося назад повернутися в своє колишнє містечко, де Джеймс продовжив вчитися в старій школі.
У Артура є п'ять братів і сестер. Старшого брата звати Ніл, а старшу сестру — Шан (Sian). Решту сестер звуть Шарлотта Артур, Жасмин і Неве (Neve) Рафферті. З дитинства Артур захоплювався музикою. У підлітковому віці створив групу The Emerald Skye. На початку 2012 року представив James Arthur Project. У серпні 2012 він вирішує взяти участь у дев'ятому сезоні конкурсу The X Factor UK. Своїм тембром та простотою хлопець підкорив зал та суддів, і після цього потрапив на шоу. Достойно витримавши всі випробування стає переможцем The X Factor UK. Його дебютний сингл «Impossible», був випущений після фіналу шоу і дебютував під номером один в чарті Великої Британії 16 грудня 2012 року, в перший тиждень після релізу. З того часу цей сингл став найбільш продаваним синглом переможця The X Factor UK всіх часів.